# Ranvir Shorey
Ranvir Shorey, Ranvir Shoerey lub Ranveer Shourieis (ur. 18 sierpnia 1972 w Dżuddzie) – bollywoodzki aktor.

## Filmografia
- Ek Chotisi Love Story (2002) – sympatia kobiety
- Jism (2003) – Vishal
- Freaky Chakra (2003) – The writer
- Lakshya (2004)
- Shiva (2006) – Daksh
- Mixed Doubles (2006) – Sunil Arora
- Yun Hota Toh Kya Hota (2006)
- Pyaar Ke Side Effects (2006) – Nanoo
- Khosla Ka Ghosla (2006) – Balwant K. 'Bunty' Khosla
- Traffic Signal (2007) – Dominic D'Souza
- Honeymoon Travels Pvt. Ltd. (2007) – Hitesh
- Bheja Fry (2007) – Asif Merchant
- No Smoking (2007) – Abbas Tyerwalla
- Aaja Nachle (2007) – Mohan Sharma
- Mithya (2008) – VK/Raje Bhai
- Król z przypadku (2008) – Aryan Barjatya
- Ugly Aur Pagli (2008) – Kabir
- Dasvidaniya (2008) – Jagtap
- Quick Gun Murugan (2008) – gościnnie
- Ek Tha Tiger (2012) – Gopi